# Vadim Sjmeljov
Vadim Sjmeljov (russisk: Вадим Викторович Шмелёв) (født 30. august 1967 i Aleksin i Sovjetunionen) er en russisk filminstruktør og manuskriptforfatter.

## Filmografi
- Obratnyj otstjot (Обратный отсчёт, 2006)
- Kod apokalipsisa (Код апокалипсиса, 2007)[1][2]
- S.S.D. (С. С. Д., 2008)
- Podolskije kursanty (Подольские курсанты, 2020)